# Koksóbaksa
Koksóbaksa (szlovákul: Kokšov-Bakša) község Szlovákiában, a Kassai kerület Kassa-környéki járásában.

## Fekvése
Kassától 10 km-re délkeletre, a Kassai medencében fekszik.

## Története
1262-ben „Koxo” néven említik először, 1302-ben „Boxa” alakban szerepel. Később „Alsow és Felsow Baxa”, illetve „Három Baxak” alakban is feltűnik. Neve személynévi eredetű, előzménye a szláv Kokeš és Bogšo személynév. Lakói favágással, kosárfonással foglalkoztak. 1324-ben egy malmot is említenek a falu területén. Lakosságát az 1739 és 1742 között tomboló dögvész teljesen kipusztította és újra kellett telepíteni. 1772-ben 11 háztartása volt. Koksó-Baksa néven 1773-ban említik először. A 18. században részben nemesi község, részben a Dessewffy család a birtokosa.
A 18. század végén Vályi András így ír róla: „Külső Baksa. Magyar falu Abauj Vármegyében, birtokosai külömbféle Urak, lakosai katolikusok, és reformátusok, fekszik a’ Kassai járásban. Határja jó termékenységű, de mivel a’ víz áradások határját gyakran elöntik, földgyeit, réttyeit, sőt néha magát is a’ helységet. Épűletre is fája nem lévén, második Osztálybéli.”
1828-ban 47 házában 344 lakos élt. Jellemzően mezőgazdasági település volt.
Fényes Elek 1851-ben kiadott geográfiai szótárában így ír a faluról: „Baksa, (Koksó), tót falu, Abauj vgyében, a Hernád völgyében: 280 kath., 3 ref., 40 zsidó lak. Termékeny róna határ. F. u. Dézsy, Füzy, Diósy, s m. t. Ut. p. Kassa.”
A 19. század végétől lakói közül sokan kivándoroltak a tengerentúlra. Borovszky Samu monográfiasorozatának Abaúj-Torna vármegyét tárgyaló része szerint: „Nem messze Felső-Mislyétől egyesül a Tárcza a Hernáddal. Itt átkelve a folyón s Kassa felé menve, találjuk Koksó-Baksát 22 házzal, 136 tótajku lakossal. Postája Csány, távirója Bárcza.”
A trianoni diktátumig Abaúj-Torna vármegye Kassai járásához tartozott. 1938 és 1945 között ismét Magyarország része.

## Népessége
| Év:            | 1994. | 2004.   | 2014.    | 2024.    |
| -------------- | ----- | ------- | -------- | -------- |
| Emberek száma: | 1078  | 1046    | 1174     | 1335     |
| Eltérés:       |       | -2,96 % | +12,23 % | +13,71 % |

| Év:            | 2023. | 2024.   |
| -------------- | ----- | ------- |
| Emberek száma: | 1310  | 1335    |
| Eltérés:       |       | +1,90 % |

1910-ben 190-en, többségében szlovákok lakták, jelentős magyar kisebbséggel.
2001-ben 1057 lakosából 1051 szlovák volt.
2011-ben 1098 lakosából 1071 szlovák.

## Nevezetességei
- Szűz Mária Szeplőtelen Szíve tiszteletére szentelt, római katolikus temploma.